# ألوريتاوية
الألوريتاوية (الاسم العلمي:Aleuritideae) هي قبيلة من النباتات تتبع فصيلة الفربيونية من رتبة الملبيغيات.

## تصنيف الألوريتاوية
- تحت قبيلة الألوريتينة
  - الألوريت
  - الورنيشة